# Música católica popular
A música católica popular, até meados do século XX chamada Cânticos espirituais, é um estilo musical de cunho religioso surgida na Antiguidade, que perpassou a Idade Média e está presente em todos os países de presença católica, em cada qual deles com suas peculiaridades e ritmos, mas que ganhou um ponto de inflexão a partir do Concílio Vaticano II. Atualmente abrange uma ampla variedade de estilos musicais, que cresceram antes e depois das reformas do Concílio Vaticano II. Anteriormente ao Concílio, os cânticos espirituais eram majoritariamente inspirados em gêneros musicais correntes na Europa, indo desde o Cantochão até melodias populares e operísticas a partir das quais eram realizadas adaptações. A partir do período conhecido como Aggiornamento, especialmente por determinação da Encíclica "Mediator Dei", de Pio XII, passou-se a valorizar elementos culturais locais, apontando, portanto, para uma continuidade em relação à proposta pré-conciliar de se valer de elementos culturais autóctones para dialogar com os fiéis daquela cultura. 
Para que se compreenda a inflexão decorrente do Concílio Vaticano II deve-se ter em mente que a Igreja Católica passou por distintas operações no sentido de controlar o repertório em seus templos, ora aceitando maior diversidade, ora restringindo-a em nome de uma música supostamente identitária. Assim, é possível citar como momentos de fechamento normativo, — termo empregado na tese doutoral de Fernando Lacerda Duarte, a partir da teoria dos sistemas autopoiéticos de Niklas Luhmann — a unificação dos estilos de cantos que circulavam desde a Antiguidade por São Gregório Magno, as prescrições acerca da música no Concílio de Trento ou ainda a promulgação do motu proprio "Tra le Sollecitudini" por Pio X, em 1903, embora, mesmo nesse, já se perceba alguma abertura, no sentido de maior tolerância em relação aos instrumentos de sopro, o que não se observava na Encíclica "Annus qui hunc", de Bento XIV. Na voa contrária, as aberturas cognitivas decorreram principalmente das práticas musicais, a exemplo dos séculos XVII e XIX, em que a técnica musical praticada nos teatros foi também assimilada na música dos templos. O mesmo poderia ser dito em relação às adaptações da música popular empregadas pelos jesuítas no processo de missionação no Brasil.
Particularmente relevante para a compreensão da transição entre o repertório pré-conciliar e aquele praticado nos templos católicos de maneira majoritária até a década de 1990 é a oposição entre esteticistas e pastoralistas. O primeiro grupo defendia a manutenção estilística ao passo que o segundo, a simplificação da textura coral rumo à melodia acompanhada, com vistas a facilitar a ativa participação dos fiéis nos ritos por meio da música. O segundo grupo teve maior adesão dos compositores, de modo que foram lançadas as fichas de cantos pastorais, nas décadas de 1960 e 70.
Ao se pensar o caso brasileiro, após o Concílio Vaticano II, foi especialmente marcante a assimilação do violão e dos instrumentos de percussão nas práticas musicais, bem como a construção do repertório religioso com assimilação de ritmos populares, sobretudo os da região Nordeste. O desenvolvimento desse novo repertório, que se aplica tanto às partes fixas, quanto às variáveis da Missa, contou com estudos de compositores e clérigos, que consideraram, por exemplo, as aproximações entre o modalismo na música da região Nordeste e o do cantochão. Note-se que a proposta de inculturação litúrgica não foi isolada, tendo abrangido os diversos continentes não-europeus. Em relação aos textos, estes também se tornaram mais engajados do ponto de vista político, tendo inclusive fortes criticas às estruturas sociais.
Em momento mais recente, com a supressão da proposta das comunidades eclesiais de base e o recrudescimento de movimentos mais conservadores do ponto de vista político, a exemplo da Renovação Carismática Católica, um novo gênero musical tornou-se gradativamente majoritário na produção musical católica. Trata-se de cânticos cujo modelo de interpretação e construção melódica é mais próximo do pop urbano internacional, tal como apontou a investigação de mestrado de Julio Amstalden. Nesse novo gênero, bateria, teclado eletrônico, guitarra e contrabaixo ganharam proeminência. Longe de ser criação "ex nihilo", responde também aos anseios que marcaram a década de 1970, de assimilação da "música jovem", que desde o periodo era marcada por obras como a "Messa Alleluia", do italiano Marcello Giombini. O novo repertório, incentivado especialmente pelos grupos de oração da Renovação Carismática, tem uma rítmica mais regular (sem as síncopas características do período anterior), caráter mais tonal e textos mais voltados a questões individuais do que as sociais. Ademais, é perceptivel a assimilação de músicas provenientes das igrejas evangélicas, especialmente das pentecostais.
Em movimento ainda mais recente, tem-se o resgate da língua latina, mesclada ao português, nas composições católicas populares, a exemplo de "Verbum panis", do Ministério Amor e Adoração, e dos muitos "Kyrie eleison" com estrofe em língua vernácula que têm aparecido nas liturgias. A não-oposição entre latim e vernáculo não é novidade, estando presente já em cantos religiosos populares ou cânticos espirituais da primeira metade do século XX, a exemplo de "Rorate coeli", a primeira na coletânea Harpa de Sião, do padre verbita João Batista Lehmann, de 1922.
Dessa maneira, é invariável o fato de os cânticos em língua vernácula inveriavelmente refletirem o próprio catolicismo de cada período: a assimilação de melodias operísticas no século XIX, os ideiais da Restauração Musical Católica na primeira metade do XX, as expectativas do Aggiornamento, concretizadas sobretudo no Concílio Vaticano II, a querela entre esteticistas e pastoralistas, o Pacto das Catacumbas e a consequente Teologia da Libertação e o recrudescimento de movimentos politicamente conservadores, como é o caso da Renovação Carismática Católica.

## Antecedentes
As pessoas sempre tiveram o costume de cantar de acordo com seu gênio, a índole do tempo e do seu povo. No Brasil não foi diferente. Quando em 1549 aportou ao Brasil seu primeiro bispo, D. Pedro Fernandes Sardinha, junto dele vieram os padres jesuítas, trazendo as melodias europeias e, em convívio com os índios, criaram também melodias novas para as letras de cantos católicos em língua vernácula (à época, se falava amplamente no Brasil o tupi-guarani), como auxílio para a fixação de conteúdo das verdades da Fé cristã. Por isso os historiadores concordam que foram as devoções e as catequeses que levaram os missionários a selecionar os cânticos, em latim ou em vulgar, de modo a servirem, tanto quanto possível, de padrões literário-musicais para amparo e fixação dos conceitos aprendidos no catecismo. Essa música popular católica, que estava na boca do povo, era chamada de Cânticos Espirituais (e assim continuou conhecida até meados do século XX) e eram amplamente usados nas funções paralitúrgicas, como os exercícios das Santas Missões, Novenas, Festa do Divino Espírito Santo, as Romarias, as Práticas Pias do Mês Mariano, Santíssimo Sacramento, mês de Nossa Senhora das Dores, mês de Nossa Senhora do Rosário, os Atos de reparação nas três Horas de Agonia e Hora da Tristeza, a recitação do Terço, devoções do Presépio, a Folia de Reis, as Festas juninas, as confraternizações aos santos, as procissões privadas de Penitência ou de Ação de Graças, antes e após as funções litúrgicas, na catequese, nas Irmandades, Confrarias e Ordens Terceiras, etc. 
No entanto, a partir de 1757, com o Diretório dos Índios, o rei Dom José I, através de Marquês de Pombal, proibiu o uso e ensino da língua tupi no Brasil e instituiu a Língua portuguesa como única língua do país. Com isso os Cânticos Espirituais deixaram de ser executados em tupi e passaram a ser cantados em língua portuguesa e espalharam-se, assim, pelos quatros cantos da nação, nas práticas populares do povo católico, enquanto Hinos passaram também a serem vertidos na língua nacional, para as funções litúrgicas dentro do templo católico. Conforme observa o Historiador Evandro Faustino: 
Com o tempo esse emaranhado de práticas particulares [do povo católico] foi se auto-organizando e salpicando as vastidões [do Brasil] Colônia com um sem-número de entidades formais como as Irmandades e Confrarias, e um número ainda maior de entidades informais mas muitíssimo atuantes como Reisados, Festas, Danças e Rezas. Essa “auto-organização” gerou ainda “ministros” que são leigos como os rezadores e os “beatos”, os benzedores e os eremitas, os festeiros e os cantadores. Edificou santuários, ergueu oratórios, plantou “Santas Cruzes”, construiu capelas, formou ermidas, criou romarias, congregou multidões. Disseminado pelo território, o Catolicismo Popular se tornou uma vastíssima floresta de devoções, um cipoal de práticas, um carrascal de normas e costumes não escritos nem codificados. (FAUSTINO, Evandro. O renitente catolicismo popular. Tese (Doutorado em História). Faculdade de Filosofia, Letras e Ciências Humanas, Universidade de São Paulo, São Paulo, 1996, p. 339)
Ora, todo este Ethos forjou cantos religiosos que com o tempo foram se acumulando. Com o intuito de compilar esses cânticos, foram empreendidos vários esforços de edição. Um dos primeiros a correr no Brasil foi os Canticos christãos, ou os hymnos mais celebres do Officio Ecclesiatico, para uso popular, no ano 1800, trazendo junto uma carta do embaixador do Papa: "O Excellentiſſimo e Reverendiſſimo Senhor Nuncio Apoſtolico concede cem dias de Indulgencias todas as vezes, que qualquer fiel Chriſtaõ de hum, e outro ſexo devotamente fizer por eſpaço de hum quarto de hora a recitaçaõ deſtes Canticos Chriſtãos" (O Excelentíssimo e Reverendíssimo Senhor Núncio Apostólico concede cem dias de Indulgências todas as vezes, que qualquer fiel Cristão de um e outro sexo devotamente fizer por espaço de quinze minutos a recitação destes Cânticos Cristãos). A versão digitalizada da edição de 1800 pode ser vista e baixada no site da Biblioteca Nacional de Portugal, ao passo que a de 1864 está disponível em Google Livros. Embora não fosse uma recolha de cantos do povo católico, o objetivo era contribuir com os cantos já em usos na língua pátria. Outras coletâneas foram editadas com a finalidade de recolher os cantos populares. Dentre elas se destaca a chamada Canticos espirituaes colligidos pelos padres da Congregação da Missão Brasileira impressos com a approvação do Ex.mo Sr. Bispo de Mariana, publicada na década de 1850, um acervo de 261 cânticos com textos adaptados de variadíssimas fontes mas cuja organização estrófica conserva intacto o prestígio das origens.
Diversas coletâneas de Cânticos Espirituais se seguiram. Em 1898 o frei Pedro Sinzig sistematizou e publicou a coletânea Benedicite. Em 1910, em colaboração com o frei Basilio Röwer, editaram o famoso livro de música católica Cecília e depois ainda Hosana!. Outros membros da Igreja editaram Laudate (1922), Cantate Dominum canticum novum (1926), Cantai e Rezai! (1942), e em 1923 o padre João Batista Lehmann editou a mais famosa coleção de todas: a Harpa de Sião. Em Portugal (e nalgumas partes do Brasil) correram Lyra Sacra (1905), Coros Religiosos (1910), Cantai ao Senhor (1925) e Jubilate (1939), impressos em Lisboa; Saltério Eucarístico (1920), Ecos do Santuário (1931) e Súplicas ao Céu (1940), impressos em Braga; Cânticos para a bênção do Santíssimo (1935), Miscelânea Musical Religiosa (1937) e Lírios de Maio (1943), impressos no Porto, gozaram de ampla circulação antes do Vaticano II. Essas coletâneas estavam espalhadas por todo o Brasil, em todas as dioceses, paróquias e escolas católicas, e refletiam toda a alma devota do povo católico que professava sua fé através dos Cânticos Espirituais.
Em relação aos registros fonográficos, tem-se, na década de 1980, o disco "A Igreja Canta", contendo a gravação de cantos pastorais publicados em fichas pela Comissão Arquidiocesana de Música Sacra do Rio de Janeiro. O LP foi gravado pelo coro do 1° Curso de Canto Pastoral, sob a regência do padre José Alves e tendo ao órgão o frei Juliano Accardo. Na mesma década, as Missionárias de Jesus Crucificado lançaram seu Missionárias em LP, uma produção totalmente autoral. O projeto seguiu o ritmo da MPB e do movimento da Jovem Guarda da época. Há de se notar, contudo, que gravações internacionais de música católica "jovem", como era denominada à época, já circulavam no Brasil, como era o caso da "Messa Alleluia", de Marcello Giombini, traduzida e adaptada localmente pelo grupo musical "Os beatos", em Belém do Pará, em 1969.
Ainda na década de 1960, foram realizados registros fonográficos de padres cantores, introduzindo-se, nessas gravações, instrumentos musicais elétricos (para além do órgão eletrônico, que já estava presente em templos católicos no Brasil desde a década anterior).

## Atualmente
A análise da continuidade ou ruptura na produção dos cânticos espirituais varia entre autores, a depender de suas categorias analíticas. Certamente existiu um discurso majoritário no sentido da ruptura, inclusive com vistas a configurar as mudanças decorrentes do Concílio Vaticano II como uma inovação. Há de se notar, entretanto, a assimilação de cânticos espirituais em publicações pós-conciliares, a exemplo do Hinário Litúrgico da CNBB. Nas práticas musicais, é fato que os cânticos anteriores à década de 1960 permanecem, muitas vezes sob novas formas de acompanhamento instrumental.
Hoje, no Brasil, a música católica popular de distintas épocas permanece nas práticas musicais paroquiais, embora, não raro, os fiéis não tenham consciência da temporalidade da produção do repertório: "Bendita sejais, Senhora das Dores", cujo texto foi registrado sem musicografia em "Canticos Christaõs", em 1800; o "Tão sublime Sacramento", de Haydn, presente na coletânea dos padres lazaristas, do século XIX, como um "Tantum ergo"; "Viva a Mãe de Deus e nossa", "Quando virá, Senhor, o dia" e diversas outras, da primeira metade do século XX; o Baião das Comunidades e "Verbum Panis" coexistem ao longo do Ano Litúrgico, se não todos no mesmo espaço, ao menos em um mesmo período histórico, demonstrando que, embora a produção musical seja datada, as práticas permitem as continuidades e permanências do repertório.